# 伯恩哈德·波爾查諾
伯恩哈德·普拉西杜斯·約翰·內波穆克·波爾查諾（德語：Bernhard Placidus Johann Nepomuk Bolzano，1781年10月5日—1848年12月18日）是波希米亞的數學家、神學家、哲學家、邏輯學家、天主教神父和反軍國主義者。他在数学方面的知名成就有二分法和波爾查諾－魏爾斯特拉斯定理。他以母语德文进行写作，多数贡献都是在死后才获得世人赞誉。

## 经历

### 家庭
波爾查諾是兩個虔誠天主教徒的兒子。他的爸爸Bernard Pompeius Bolzano出生於意大利北部，後來搬到布拉格。在那里他娶了商人之女Maria Cecilia Maurer为妻。

### 死后
他的多数数学贡献在他去世半个世纪以后才被数学家赫尔曼·汉克尔发现。

## 学术研究

### 数学
波尔查诺是微积分严格化的先驱。他第一个给出了连续函数的严格定义。在数学分析学中，关于有界实数数列的波尔查诺－魏尔斯特拉斯定理和关于闭区间上连续函数的零点定理以他命名。
波尔查诺曾率先构造出了一种处处连续却处处不存在导数的奇怪函数。后来，魏尔斯特拉斯在1861年也发现了类似的函数并引发轰动(但魏尔斯特拉斯直到1874年才将其发表)，人们称其为魏尔斯特拉斯函数。波尔查诺的发现不但更早(早了30年)，而且只用了无穷次折线逼近的直观化方法，比魏尔斯特拉斯的方法更简单明了。
波尔查诺并不认为微积分学中常说的“无穷大量”和“无穷小量”是一种实实在在的数学量。他和伽利略一样都注意到了无穷集合可以与自身的子集建立一一对应(即希尔伯特旅馆悖论)，并都为无穷集具有这种违反直觉的性质而感到困惑和不安。波尔查诺尝试将无穷集的合理性寄托于神学论证。后来理查德·戴德金则将这个新奇的性质直接作为了无限集的定义，撇开了对无穷集的哲学意义的深究。对于有关实无穷与潜无穷的哲学争论，他认为实无穷(也常译为“实无限”)是可以合理存在的。

### 哲学
波尔扎诺提出的“观念对象”概念对后来的现象学家埃德蒙德·胡塞爾有很大的影响，甚至可以说使得胡塞尔的思想历程中有一个“波尔扎诺转向”。波尔扎诺提出“无对象的表象”、“表象自身”、“句子自身”等概念，意在说明存在着无对象的表象，如“金山”、“圆的方”等等。这类不可能的或虚构的对象被表象，但并不实存。这一理论与弗朗兹·布伦塔诺的意向性理论（每一表象都有一个对象）形成对比，构成了胡塞尔思想中的“波尔扎诺-布伦塔诺难题”。迈克尔·达米特曾将波尔扎诺称为“分析哲学的曾祖父”。

## 逸闻
传说波尔查诺有一次因生病导致全身疼痛而且发冷。为了不去想身上的痛，他拿起《几何原本》阅读。在读到第5卷时，疼痛刚好也消失了。自此以后，每当他碰到身体有类似不适的其他人，总会推荐他们阅读《几何原本》第5卷。

## 著作
波爾查諾死后才出版的作品《無限悖論》令很多後來的著名邏輯學家十分欽佩他，其中包括查爾斯·桑德斯·皮爾士、格奧爾格·康托爾和理查德·戴德金。然而，波爾查諾真正聲名鵲起是他在1837年的作品 《科學理論》（Wissenschaftslehre）。这是一套共4冊的书，涵蓋不僅在現代意義上的科學和哲學，而且涵蓋邏輯學，認識論和科學的教學。

### 引用
1. ↑  Abdulaziz G. Ahmad.  [求根问题的二分法和牛顿-拉普森方法的比较研究] (pdf). International Journal of Mathematics Trends and Technology (National Mathematical Center Abuja, Nigeria). 2015年3月, 19 (2): 122  [2017年1月7日]. ISSN 2231-5373. （原始内容存档 (PDF)于2017年1月8日） （英语）. The Bisection Method is the most primitive method for finding real roots of function f(x) = 0 where f is a continuous function. This method is also known as Binary-Search Method and Bolzano Method.
2. ↑  见Boyer 1977，第282頁(位于该书第7章“严格的表达”)脚注。
3. 1 2 3 4 5 6 7 8  见Boyer 1977，第285頁(位于该书第7章“严格的表达”)。
4. 1 2  刘里鹏. . . 好的数学. 赵龙 (责任编辑) 第1版. 长沙市湘雅路276号: 湖南科学技术出版社. 2010年: 153-154. ISBN 978-7-5357-6443-0 （中文（中国大陆））.
5. 1 2 3  菲利克斯·克莱因. .  [高观点下的初等数学]. 西方数学文化理念传播译丛. 第3卷“精确数学与近似数学”. 吴大任 (译者), 陈[受鸟] (译者, 其中“受鸟”是一个合字), 汪宇 (丛书主编), 陆秀丽 (校订), 范仁梅 (责任编辑) 1991年第1版. 复旦大学出版社. 2008年9月: 46. ISBN 978-7-309-05982-3.
6. ↑  见Boyer 1977，第283-284頁(位于该书第7章“严格的表达”)。
7. 1 2  张任之：《质料先天与人格生成——对舍勒质料的价值现象学的重构》，北京：商务印书馆，2014，P94-97
8. ↑  Michael Dummett, Origins of Analytic Philosophy, London 1993, p.171

### 引用来源
- 卡尔·B·波耶 (Carl B. Boyer).  [微积分概念史]. 上海师范大学数学系翻译组 中文版第1版. 上海人民出版社. 1977年: 284 （中文（中国大陆））.